# Socket S1
Le Socket S1 est utilisé par AMD pour ses processeurs mobiles Turion 64 X2, Sempron Mobile et ses processeurs Phenom et Phenom II. Le Socket S1 dispose de 638 broches et était destiné lors de sa sortie à remplacer sur les plateformes mobiles le Socket 754.
Ce nouveau socket apporte, à la manière du Socket AM2 le support de la DDR2.

## Révisions du Socket S1
Plusieurs générations de processeurs ont utilisé diverses versions de brochage du socket S1 ; les processeurs n'étaient pas nécessairement compatibles électriquement avec chaque socket, même s'ils l'étaient mécaniquement.
- Socket S1g1, ou S1 tout court
  - Plateformes : Kite et Kite Refresh
  - CPU : cœur K8, HyperTransport 1.0, mémoire DDR2
- Socket S1g2
  - Plateformes : Puma et Yukon
  - CPU : cœur K8 Révision G, HyperTransport 3.0, mémoire DDR2
  - Compléments :
    - Plans d'alimentation divisés et prise en charge de la gestion d'alimentation associée
    - Support de processeurs à faible tension d'alimentation
- Socket S1g3
  - Plateforme : Tigris
  - CPU : cœur K10.5, HyperTransport 3.0, mémoire DDR2
- Socket S1g4
  - Plateforme : Danube
  - CPU : cœur K10.5, HyperTransport 3.0, mémoire DDR3